# Mistrzostwa Europy w Zapasach 1974
29. Mistrzostwa Europy w zapasach odbywały się w 1974 roku w Madrycie w Hiszpanii.

## Styl klasyczny

### Medaliści
| Konkurencja | Złoto                | Srebro            | Brąz                 |
| ----------- | -------------------- | ----------------- | -------------------- |
| -48 kg      | Constantin Alexandru | Aleksiej Szumakow | Antonio Quistelli    |
| -52 kg      | Petyr Kirow          | Walerij Arutjunow | Nicu Gângă           |
| -57 kg      | Fargat Mustafin      | Risto Björlin     | Ion Dulică           |
| -62 kg      | Anatoli Kawkajew     | Georgi Myrkow     | Ion Păun             |
| -68 kg      | Szamil Chisamutdinow | Andrzej Supron    | Heinz-Helmut Wehling |
| -74 kg      | Iwan Kolew           | Vítězslav Mácha   | Iosif Beriszwili     |
| -82 kg      | Anatolij Nazarenko   | Werner Schröter   | André Bouchoule      |
| -90 kg      | Walerij Riezancew    | Dieter Heuer      | Vasile Fodorpataki   |
| -100 kg     | Kamen Goranow        | Nikołaj Bałboszyn | Fredi Albrecht       |
| +100 kg     | Szota Morsziładze    | Aleksandyr Tomow  | Roman Codreanu       |

### Tabela medalowa
| Lp. | Państwo        | Złoto | Srebro | Brąz |
| --- | -------------- | ----- | ------ | ---- |
| 1   | ZSRR           | 6     | 3      | 1    |
| 2   | Bułgaria       | 3     | 2      | 0    |
| 3   | Rumunia        | 1     | 0      | 5    |
| 4   | NRD            | 0     | 1      | 2    |
| 5   | Polska         | 0     | 1      | 0    |
|     | RFN            | 0     | 1      | 0    |
|     | Czechosłowacja | 0     | 1      | 0    |
|     | Finlandia      | 0     | 1      | 0    |
| 9   | Włochy         | 0     | 0      | 1    |
|     | Francja        | 0     | 0      | 1    |

## Styl wolny

### Medaliści
| Konkurencja | Złoto               | Srebro               | Brąz                 |
| ----------- | ------------------- | -------------------- | -------------------- |
| -48 kg      | Witalij Tokczinakow | Mehmet Cambaz        | Tadeusz Kudelski     |
| -52 kg      | Ognjan Nikołow      | Telman Paşayev       | Władysław Stecyk     |
| -57 kg      | Pano Żelew          | Hans-Dieter Brüchert | Emil Müller          |
| -62 kg      | Donczo Żekow        | Petre Coman          | Théodule Toulotte    |
| -68 kg      | Iwan Wasilew        | Machmet Ibragimow    | Gerald Brauer        |
| -74 kg      | Rusłan Aszuralijew  | Adolf Seger          | Janczo Pawłow        |
| -82 kg      | Wiktor Nowożyłow    | Benno Paulitz        | Vasile Iorga         |
| -90 kg      | Lewan Tediaszwili   | Paweł Kurczewski     | Horst Stottmeister   |
| -100 kg     | Harald Büttner      | Iwan Jarygin         | Edward Żmudziejewski |
| +100 kg     | Sosłan Andijew      | Ladislau Șimon       | Heinz Eichelbaum     |

### Tabela medalowa
| Lp. | Państwo  | Złoto | Srebro | Brąz |
| --- | -------- | ----- | ------ | ---- |
| 1   | ZSRR     | 5     | 3      | 0    |
| 2   | Bułgaria | 4     | 0      | 1    |
| 3   | NRD      | 1     | 2      | 2    |
| 4   | Rumunia  | 0     | 2      | 1    |
| 5   | Polska   | 0     | 1      | 3    |
| 6   | Niemcy   | 0     | 1      | 2    |
| 7   | Turcja   | 0     | 1      | 0    |
| 8   | Francja  | 0     | 0      | 1    |